# Eupithecia verecunda
Eupithecia verecunda là một loài bướm đêm trong họ Geometridae.